# برايان فوينتيس
برايان فوينتيس (بالإنجليزية: Brian Fuentes)‏ هو لاعب كرة قاعدة أمريكي، ولد في 9 أغسطس 1975 في ميرسيد في الولايات المتحدة.

## وصلات خارجية
- برايان فوينتيس على موقع دوري كرة القاعدة الرئيسي (الإنجليزية)
- برايان فوينتيس على موقعبيزبول رفرنس.كوم (الدوري الرئيسي) (الإنجليزية)
- برايان فوينتيس على موقعبيزبول رفرنس.كوم (الدوري الثانوي) (الإنجليزية)
- برايان فوينتيس على موقع إي إس بي إن.كوم (أم.أل.بي) (الإنجليزية)
- برايان فوينتيس على موقع مشجعي الرسوم البيانية (الإنجليزية)
- برايان فوينتيس على موقع الموسوعة البريطانية (الإنجليزية)